# Conus anabelae
Espèce
Statut de conservation UICN

 LC  : Préoccupation mineure
Conus anabelae est une espèce de mollusques gastéropodes marins de la famille des Conidae.
Comme toutes les espèces du genre Conus, ces escargots sont prédateurs et venimeux. Ils sont capables de « piquer » les humains et doivent donc être manipulés avec précaution, voire pas du tout.

## Description
La taille de la coquille varie entre 15 mm et 30 mm.

## Distribution
Cette espèce est présente dans l'océan Atlantique au large de l'Angola.

### Niveau de risque d’extinction de l’espèce
Selon l'analyse de l'UICN réalisée en 2011 pour la définition du niveau de risque d'extinction, cette espèce a une aire de répartition limitée à la baie de Moçâmedes entourant la ville et le port de Namibe. Le port fait l'objet d'un développement potentiel à grande échelle accompagné d'un dragage. Un tel développement pourrait causer des problèmes localisés à l'avenir, cependant, le port est présent depuis des années, de sorte que dans son état actuel, il n'a pas eu d'impact sur l'espèce. Des prospections pétrolières ont été effectuées le long de la côte angolaise et d'éventuelles explorations pétrolières pourraient avoir un effet sur la côte angolaise dans le futur, mais il n'y a pas de développement actuel de ces activités. A l'heure actuelle, l'espèce a été classée dans la catégorie "préoccupation mineure", mais si les menaces commencent à avoir un impact sur la baie, une réévaluation de la conservation sera nécessaire pour s'assurer que l'espèce ne sera pas affectée.

## Taxonomie

### Publication originale
L'espèce Conus anabelae a été décrite pour la première fois en 2001 par les malacologistes Emilio Rolán (d) (1935-) et Dieter Röckel (d) (1922-2015) dans la publication intitulée « Iberus »,.

### Synonymes
- Conus (Lautoconus) anabelae Rolán & Röckel, 2001 · appellation alternative
- Varioconus anabelae (Rolán & Röckel, 2001) · non accepté

## Identifiants taxonomiques
Chaque taxon catalogué par les bases de données biologiques et taxonomiques possède un identifiant qui permet d'établir un point de référence. Les identifiants de Conus anabelae dans les principales bases sont les suivants :
CoL : XWVY - GBIF : 6509654 - iNaturalist : 150310 - IRMNG : 11892257 - TAXREF : 153739 - UICN : 192260 - 